# 帕科卡瓦山 (普諾大區)
16°36′33″S 70°01′12″W / 16.60917°S 70.02000°W
帕科卡瓦山（Pacocahua），是秘魯的山峰，位於該國東南部普諾大區，由聖羅薩區和阿科拉區負責管轄，屬於安地斯山脈的一部分，海拔高度5,000米。